# Міжнародна класифікація хвороб
Міжнаро́дна статисти́чна класифіка́ція хворо́б та пробле́м, пов'я́заних зі здоро́в'ям (англ. International Statistical Classification of Diseases and Related Health Problems) — документ, який використовується як провідна статистична та класифікаційна основа в системі Охорони здоров'я. Періодично переглядається під керівництвом ВООЗ. МКХ є нормативним документом, що забезпечує єдність методичних підходів та міжнародну верифікацію матеріалів.

## Мета, завдання та застосування МКХ

Всесвітня організація охорони здоров'я

Метою МКХ є створення умов для систематизованої реєстрації, аналізу, інтерпретації та порівняння даних про смертність та захворюваність, отриманих в різних країнах або регіонах та в різний час. МКХ використовується для перетворення словесного формулювання діагнозів хвороб та інших проблем, пов'язаних зі здоров'ям, у коди, які забезпечують зручність збереження, збору та аналізу даних.
МКХ стала міжнародною стандартною діагностичною класифікацією для всіх загальних епідеміологічних цілей та багатьох цілей, пов'язаних з управлінням системою охорони здоров'я. Ці цілі включають аналіз загальної ситуації зі здоров'ям груп населення, а також підрахунок частоти і поширеності хвороб та інших проблем, пов'язаних зі здоров'ям, в їхньому взаємозв'язку з різними факторами.

## Авторське право
На публікації ВООЗ поширюється положення Протоколу № 2 Всесвітньої конвенції про авторське право. Заяву про дозвіл на передрук або переклад публікацій ВООЗ частково або повністю слід направляти у відділ публікацій ВООЗ, Женева, Швейцарія.
Для МКХ одинадцятого перегляду зроблено виключення — вона розповсюджується за умовами ліцензії Creative Commons Attribution-NonCommercial-NoDerivs 3.0 IGO — редакцією для міжурядових організацій, які володіють власною міжнародною правосуб’єктністю та діяльність яких регулюється міжнародним правом, а також для інших суб’єктів.

## Перегляди МКХ
Періодичні перегляди МКХ, розпочинаючи з Шостого (1948 рік), координувалися ВООЗ. В міру розширення застосування класифікації в її користувачів з'явилося бажання брати участь у процесі її перегляду. Десятий перегляд — результат величезної міжнародної праці, співробітництва та компромісів.

### МКХ-9
Міжнародна конференція з Дев'ятого перегляду Міжнародної класифікації хвороб, травм і причин смерті проводилася Всесвітньою організацією охорони здоров'я в Женеві з 30 вересня по 6 жовтня 1975 року. В ході конференції було вирішено вносити найменші зміни, за винятком тих, що мають відношення до оновлення класифікації, головним чином через можливі витрати, які б потрібні були на адаптацію автоматизованих систем обробки даних (АСОД).
У Дев'ятому перегляді була збережена базова структура міжнародної класифікації хвороб, і доповнена багатьма деталями рівня факультативних п'ятизначних підрубрик і чотиризначних підрубрик. Також була введена система «зірочок» (*) і «хрестиків» (†), що використовується в якості факультативного альтернативного методу класифікації діагностичних формулювань (для вказівки інформації як про основне захворювання, так і про його прояви на областях організму або конкретних органах). Дана система збережена і в наступному Десятому перегляді.
В СРСР була випущена адаптована версія МКХ-9: розділ V (психічні розлади) був адаптований співробітниками науково-статистичного відділу Державного наукового центру соціальної та судової психіатрії ім. В. П. Сербський В. Б. Голландом і Л. Д. Мірошниченко. Керівник роботи — д. м. н., професор А.  С. Кисельов. Головні консультанти роботи: Е. А. Бабаян, Г. В. Морозов. Консультативну допомогу також надавали член-кореспондент АМН СРСР Е. М. Жариков і д. м. н., професор В. В. Ковальов та інші фахівці.

### МКХ-10
До літа 2018 року діяла Міжнародна класифікація хвороб десятого перегляду (МКХ-10, ICD-10). МКХ-10 (ICD-10) — є поки що загальноприйнятою класифікацією для кодування медичних захворювань. Розроблена ВООЗ. Введена в дію у 1993 році. Складається з 21-го розділу, кожен з яких містить підрозділи з кодами хвороб і станів.
- Клас I. Деякі інфекційні та паразитарні хвороби.
- Клас II. Новоутворення.
- Клас III. Хвороби крові, кровотворних органів і окремі порушення, які включають імунний механізм.
- Клас IV. Хвороби ендокринних систем, розлади харчування і порушення обміну речовин.
- Клас V. Психічні розлади і порушення поведінки.
- Клас VI. Хвороби нервової системи.
- Клас VII. Хвороби ока та його апарату.
- Клас VIII. Хвороби вуха та соскоподібного відростка.
- Клас IX. Хвороби системи кровообігу.
- Клас X. Хвороби органів дихання.
- Клас XI. Хвороби органів травлення.
- Клас XII. Хвороби шкіри та підшкірної клітковини.
- Клас XIII. Хвороби кістково-м'язової системи і сполучної тканини.
- Клас XIV. Хвороби сечостатевої системи.
- Клас XV. Вагітність, пологи та післяпологовий період.
- Клас XVI. Окремі стани, які виникають у перинатальний період.
- Клас XVII. Вроджені аномалії (вади крові), деформації та хромосомні порушення.
- Клас XVIII. Симптоми, ознаки і відхилення від норми, які виявленні при клінічному і лабораторному огляді, як не класифіковані в інших рубриках.
- Клас XIX. Травми, отруєння та деякі інші наслідки дії зовнішніх причин.
- Клас XX. Зовнішні причини захворюваності та смертності.
- Клас XXI. Фактори які впливають на стан здоров'я населення і частоту звертання в заклади охорони здоров'я.

### МКХ-11
18 червня 2018 року ВООЗ представила Міжнародну класифікацію хвороб 11-го перегляду (МКХ-11, ICD-11). МКХ-11 набирає чинності з 1 січня 2022 року.